# کولین کوانر
کولین کوانر (انگلیسی: Collin Quaner؛ زادهٔ ۱۸ ژوئن ۱۹۹۱) بازیکن فوتبال اهل آلمان است.
از باشگاه‌هایی که در آن بازی کرده‌است می‌توان به باشگاه فوتبال وی‌اف‌آر آلن، باشگاه فوتبال یونیون برلین، باشگاه فوتبال آرمینیا بیله‌فلد، باشگاه فوتبال فورتونا دوسلدورف، باشگاه فوتبال هانزا روستوک، و باشگاه فوتبال اینگولشتات ۰۴ اشاره کرد.
وی همچنین در تیم ملی فوتبال زیر ۲۰ سال آلمان بازی کرده‌است.